# Lucius Fulvius Aemilianus (Konsul 244)
Lucius Fulvius Aemilianus war ein römischer Politiker und Senator.
Aemilianus war Italiker und Patrizier. Es bestanden auch seit dem ersten Jahrhundert Beziehungen zu der Familie der Bruttii. Sein Vater war wohl Lucius Fulvius Aemilianus, der im Jahr 206 Konsul gewesen war. Im Jahr 244 wurde Aemilianus ordentlicher Konsul.
Früher wurde angenommen, dass Aemilianus im Jahr 249 zum zweiten Mal Konsul war. Man hatte aus der Iteration des Konsulats geschlossen, dass Aemilianus auch das Amt eines Praefectus urbi unter Philippus Arabs bekleidete. Es wurde aber für unmöglich gehalten, dass Aemilianus in nur sechs Jahren zweimal den ordentlichen Konsulat bekleidete. Daher wird angenommen, dass sein Bruder Lucius Fulvius Gavius Numisius Aemilianus 249 zum zweiten Mal Konsul war.